# John Bluthal
John Bluthal, född 12 augusti 1929 i Galizien i dåvarande Polen, död 15 november 2018 i New South Wales i Australien, var en brittisk-australisk skådespelare som  medverkade i filmer och TV-serier, mestadels komedi. 
Bluthal föddes i Polen och var av judisk härkomst. Han emigrerade till Australien med sin familj 1938 när han var nio år. Han studerade drama på University of Melbourne. Bluthal är känd för rollen som Frank Pickle, en av medlemmarna i kyrkofullmäktige i serien Ett herrans liv.

## Filmografi (urval)
- 1968 – Höj inte bron, sänk floden
- 1984 – 'Allå, 'allå, 'emliga armén (TV-serie)
- 1993 – Kommissarie Morse (TV-serie)
- 1994–2007 – Ett herrans liv (TV-serie)
- 1995 – Last of the Summer Wine (TV-serie)
- 1997 – Jonathan Creek (TV-serie)
- 2004 – Love's Brother